# كولن باير
كولن باير (بالإنجليزية: Colin Beyer)‏ هو شخصية أعمال ومحامي وسياسي نيوزلندي، ولد في 10 سبتمبر 1938 في ويلينغتون في نيوزيلندا، وتوفي في 21 أغسطس 2015.